# Aceratophallus maya
Aceratophallus maya är en mångfotingart som beskrevs av Loomis 1964. Aceratophallus maya ingår i släktet Aceratophallus och familjen Rhachodesmidae. Inga underarter finns listade i Catalogue of Life.